# Berghülen
Berghülen – miejscowość i gmina w Niemczech, w kraju związkowym Badenia-Wirtembergia, w rejencji Tybinga, w regionie Donau-Iller, w powiecie Alb-Donau, wchodzi w skład wspólnoty administracyjnej Blaubeuren. Leży w Jurze Szwabskiej, ok. 20 km na północny zachód od Ulm.

## Dzielnice
- Berghülen
- Bühlenhausen
- Treffensbuch.